# 정수사 (강진군)
정수사(淨水寺)는 전라남도 강진군 대구면 용운리 26에 있는 조계종 소속의 사찰이다.

## 개요
정수사는 천개산에 있는 절로 기록에 의하며 통일신라말 애장왕 6년(805)에 도선국사가 세웠다고 한다. 세울 당시에는 계곡을 중심으로 양쪽에 묘덕사와 쌍계사 두 절이 있었는데 후에 쌍계사는 수정사라 이름을 바꾸었다. 한동안 폐허가 되었던 것을 중종 19년(1524)다시 지으면서 정수사라 이름을 바꾸었고, 이후 여러 차례 다시 짓거나 수리를 하였다.

## 소장 문화재
- 강진 정수사 석가여래삼불좌상 (보물 제1843호)
- 강진 정수사 대웅전 (전라남도 유형문화재 제101호)
- 강진 정수사 대웅전 목조삼세불좌상 (전라남도 유형문화재 제305호)